# Chaudefonds-sur-Layon
Chaudefonds-sur-Layon település Franciaországban, Maine-et-Loire megyében. Lakosainak száma 941 fő (2022. január 1.). Chaudefonds-sur-Layon Chalonnes-sur-Loire, Rochefort-sur-Loire, Val-du-Layon, Chemillé-en-Anjou és Mauges-sur-Loire községekkel határos.

## Népesség
A település népességének változása:
| Lakosok száma | 791  | 817  | 827  | 922  | 962  | 966  | 952  | 941  | 932  | 941  |
|               | 1968 | 1982 | 1990 | 2006 | 2013 | 2015 | 2017 | 2019 | 2020 | 2022 |